# Glyptotheek

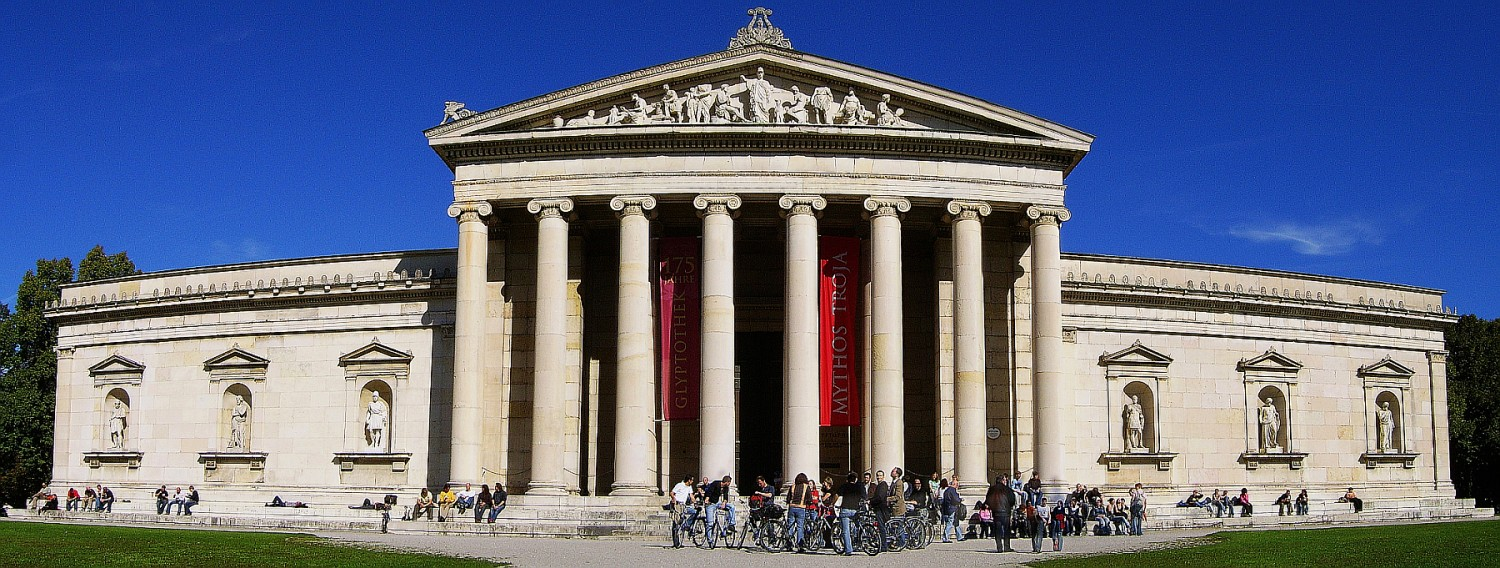
De glyptotheek in München

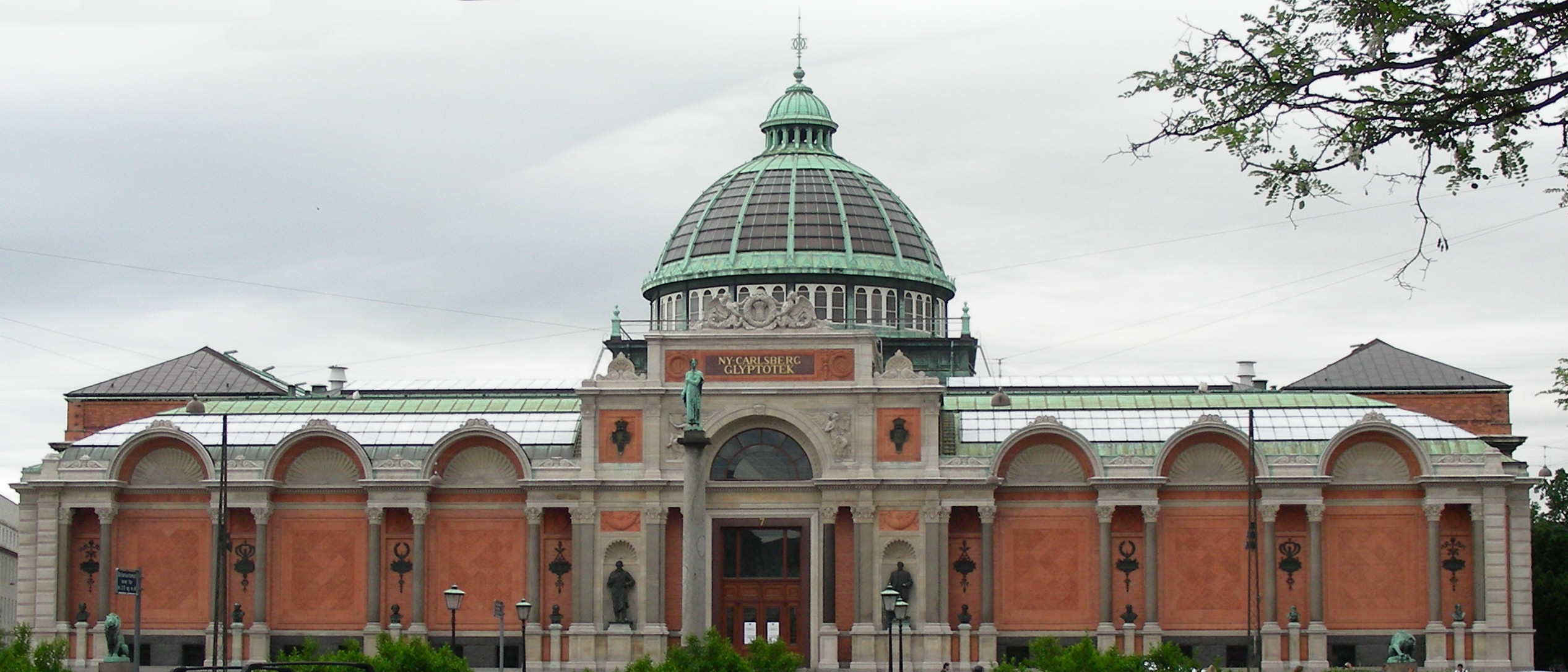
De glyptotheek in Kopenhagen

Een glyptotheek is een museum gewijd aan stenen sculpturen. Het is een verzameling antieke beeldhouwwerken, gesneden stenen of eventueel gesneden houtwerk.
Het woord komt van het Oudgriekse werkwoord ‘glyptein’ hetgeen betekent ‘in steen snijden’. Het is de kunst om met een beitel of graveernaald in steen te beeldhouwen of te snijden. In het bijzonder het vervaardigen van gemmen en cameeën.
Het begrip glyptotheek werd door de bibliothecaris van koning Lodewijk I van Beieren uitgevonden. Het is een doorontwikkeling van het oud-Griekse begrip van de ‘Pinacotheek’  (van Pinax: tafeltekening, schilderij). De glyptotheek van München bevat een grote verzameling antieke beeldhouwwerken en Griekse vazen.

## Enkele glyptotheken
- Glyptothek München aan de Königsplatz in München
- Ny Carlsberg Glyptotek in Kopenhagen
- Glyptotheek (Athene), Museum voor moderne sculpturen
- Glyptotheek van de Academie voor Kunst en Wetenschap van Kroatië